# Kościół świętych Stanisława i Marii Magdaleny w Przypuście
Kościół świętych Stanisława i Marii Magdaleny – rzymskokatolicki kościół filialny należący do parafii św. Jadwigi Śląskiej w Nieszawie (dekanat nieszawski diecezji włocławskiej).
Świątynia została wzniesiona w 2 połowie XVII wieku. Przeniesiona została w 1779 roku z Nowogródka koło Golubia-Dobrzynia. Restaurowana była w latach 50. XX wieku. Obecnie jest wykorzystywana sporadycznie. Msze w kościele odprawiane się tylko parę razy w roku.
Budowla jest drewniana, jednonawowa, posiada konstrukcję zrębową. Świątynia jest orientowana, do jej budowy zostało użyte drewno modrzewiowe. Prezbiterium kościoła jest mniejsze w stosunku do nawy, zamknięte trójbocznie, z boku jest umieszczona zakrystia. Z przodu nawy znajduje się kruchta. Budowlę nakrywa dach dwukalenicowy, pokryty gontem, na dachu jest umieszczona ośmioboczna wieżyczka na sygnaturkę. Jest ona zwieńczona stożkowym blaszanym dachem hełmowym z latarnią. Wnętrze nakryte jest stropami płaskimi z fasetą. Chór muzyczny jest podparty dwoma słupami z wystawką w części centralnej i prospektem organowym wykonanym pod koniec XVIII wieku. Do wyposażenia świątyni należą m.in.: ołtarz główny, dwa ołtarze boczne i konfesjonał w stylu rokokowo–klasycystycznym pochodzące z około 1800 roku, ambona w stylu rokokowym, powstała pod koniec XVIII wieku oraz dwie ławy kolatorskie w stylu późnorenesansowym wykonane około 1600 roku.